# Suy luận kiểu
Bản mẫu:Hệ thống kiểu
Suy luận kiểu (tiếng Anh: type inference) dùng để chỉ việc tự động phát hiện kiểu dữ liệu của một biểu thức trong ngôn ngữ lập trình.
Nó là một tính năng hiện diện trong một số ngôn ngữ kiểu tĩnh mạnh. Nó có các đặc trưng của ngôn ngữ lập trình hàm nói chung. Một số ngôn ngữ có suy luận kiểu gồm C++11, C# (từ phiên bản 3.0), Chapel, Clean, Crystal, D, F#, FreeBASIC, Go, Haskell, Java (từ phiên bản 10), Julia, Kotlin, ML, Nim, OCaml, Opa, RPython, Rust, Scala, Swift, Vala và Visual Basic (từ phiên bản 9.0). 
Phần lớn trong số chúng dùng kiểu suy luận kiểu đơn giản, đặc biệt hơn khi những ngôn ngữ còn lại sử dụng hệ thống kiểu Hindley-Milner để cung cấp một suy luận kiểu hoàn chỉnh hơn. Khả năng suy luận kiểu tự động giúp cho nhiều tác vụ lập trình dễ dàng hơn, cho phép lập trình viên bỏ qua các chú thích kiểu (type annotation) trong khi vẫn cho phép kiểm tra kiểu.